# Cristina Chiriac
Cristina Chiriac (n. 5 octombrie 1973, Câmpulung, județul Argeș) este o femeie de afaceri română, de profesie economist, specializată în finanțe, bănci, burse de valori și asigurări și doctor în economie, evaluator, expert contabil, practician în insolvență, mediator și arbitru internațional în mediere. De asemenea, este antreprenoare, lider de opinie și susținătoare a egalității de gen în antreprenoriat, fiind implicată în inițiative care promovează inovația în mediul de afaceri. 
Din anul 2009 până în anul 2012, a deținut funcția de vicepreședinte al Autoritatea pentru Administrarea Activelor Statului (AAAS), coordonând activități legate de monitorizarea postprivatizare și insolvență. Din 2013, deține funcția de președinte al Asociației Naționale a Antreprenorilor din România. În 2018, a devenit președinte fondator al Confederației Naționale pentru Antreprenoriat Feminin – CONAF, singura confederație patronală din România al cărui obiectiv principal îl reprezintă susținerea și promovarea antreprenoriatului feminin. Sub conducerea sa, CONAF a lansat diverse inițiative și proiecte dedicate sprijinirii femeilor antreprenor, contribuind la dezvoltarea unor soluții pentru provocările economice actuale.
Printre proiectele sale se numără Maratonul pentru Educație Antreprenorială, o inițiativă axată pe educarea tinerilor în domeniul antreprenoriatului și al inovației. Cristina Chiriac a inițiat și gala anuală Women in Economy , un eveniment dedicat recunoașterii contribuțiilor femeilor din diverse industrii. Sub coordonarea sa, gala promovează realizările notabile și creează un context pentru susținerea și dezvoltarea leadershipului feminin în mediul de afaceri. În urma acestor inițiative, CONAF a devenit prima organizație patronală din România recunoscută ca model de bune practici în Europa.  Cu prilejul ediției din 2025 a galei a fost lansată revista Women in Economy, o publicație trimestrială, multilingvă, disponibilă în format tipărit și digital. Revista reunește contribuții din partea antreprenorilor, economiștilor, reprezentanților instituțiilor europene și altor actori din mediul public și privat, axându-se pe teme precum leadershipul economic, politici publice, sustenabilitate, educație și transformare digitală. Primul număr a inclus un interviu cu Roberta Metsola, președinta Parlamentului European.
Pe lângă activitatea sa în domeniul leadershipului, Cristina Chiriac a contribuit la promovarea dialogului între sectorul public și cel privat, concentrându-se pe identificarea soluțiilor pentru probleme economice complexe. A fost implicată în organizarea de conferințe, forumuri și workshop-uri, care au facilitat colaborarea între diferite părți interesate și au dus la formarea unor parteneriate menite să sprijine dezvoltarea economică și să promoveze practici sustenabile. Aceste inițiative au avut ca scop principal crearea unui mediu favorabil inovației și creșterii economice pe termen lung.

## Familia
Cristina Chiriac este căsătorită, fiind mamă a doi bǎieți.

## Educație și activitate profesională
În 1998, a absolvit Facultatea de Finanțe, Asigurări, Bănci și Burse de Valori a Academiei de Studii Economice, București, în anul 2013, Facultatea de Științe Juridice și Administrative a Universității Creștine „Dimitrie Cantemir”, a absolvit cursurile de specializare ale Colegiului Național de Apărare, studii postuniversitare de masterat în Managementul financiar al mediului, respectiv Dreptul afacerilor, iar în anul 2015 obține titlul de doctor în economie al Academiei Române. 
În activitatea depusă, Cristina Chiriac a obținut și recunoaștere profesională de la organizații de profil (gradul de excelență ANEVAR și CECCAR, Asociația Brokerilor).
În perioada 2004-2012, Cristina Chiriac a ocupat diferite funcții în aparatul central al administrației publice din România, inițial Consilier la Cancelaria Primului Ministru al României (în perioada 2004-2005), Șef serviciu în cadrul Departamentului pentru Dialog Social al Guvernului (2005-2006), iar ulterior, pe rând, expert, director și vicepreședinte în cadrul Autorității de Valorificare a Activelor Statului – Guvernul României.
Începând cu anul 2013, este director general al World Trade Center București, înlocuindu-l în această funcție pe Mircea Ursache, unde coordonează întreaga activitate a companiei, asumându-și ca obiectiv creșterea rentabilității (creșterea profitului operațional).
În 2015 lansează proiectul "Flori de Ie", un brand autentic românesc, o inițiativă de promovare și susținere a iilor tradiționale românești, un efort important de conservare a valorilor și tradițiilor culturale ale României, prezentând colecțiile sale, în toată lumea.
Fondat pe istoria unui neam, țesut cu firul tradiției și colorat de visurile unor generații de femei frumoase, harnice și talentate, brandul Flori de Ie călătorește de ani buni, în toate colțurile lumii. De la Paris la New York, cămeșa cu altiță pune înaintea ochilor lumii, poveștile bunicilor noastre, bătăile inimii unui popor ce știe și îi place să iubească.
Flori de ie a fost prezentă în țară în Bucegi, la Sfinx, în Hobița lui Brâncuși (Casa memorială Constantin Brâncuși), Cluj, București, Brașov, Iași, Sibiu, Buzău, Galați și a defilat pe podiumurile din Chișinău, Londra, New York, Abu Dhabi, Broadway, Viena, Bratislava, Shanghai, Bari, Dubai, Tokyo, Bergamo, Ankara, Barcelona, Copenhaga, Las Vegas, Paris, Atena, Havana, Bruxelles, Munchen, Ottawa, Varșovia și nu numai.
În data de 19 noiembrie 2016, a avut loc lansarea cărții "Marea Privatizare", scrisă cu atenție, interes și obiectivitate de către Cristina Chiriac, președinte al Asociației Naționale a Antreprenorilor din România. Cartea reprezintă o lucrare științifică riguroasă ce abordează în profunzime procesul de privatizare în România, din ultimii 25 de ani. Cartea face o analiză a privatizărilor, situația actuală a portofoliului deținut încă de stat și încearcă o evaluare a efectelor privatizării.
La 19 noiembrie 2019, a lansat, alături de Adriana Ungureanu și Daniela Silvia Pohrib, volumul "Educație antreprenorială. Școala de Business", al cărui obiectiv principal îl reprezintă crearea unei culturi antreprenoriale ancorate în prezent. Cartea integrează informații menite să faciliteze experiența unui nou antreprenor printre meandrele legislative și financiar-contabile, să îi introducă conceptele economico-financiare de care are nevoie în fiecare zi, și îi împărtășește o serie de experiențe reale și sfaturi practice cu privire la realizarea unui plan de afaceri.
La 7 octombrie 2022, a lansat cartea "Șlefuitori de visuri: cum să schimbi lumea și pe tine odată cu ea", o lucrare dedicată vocației și responsabilității care îi definesc pe cei ce aleg calea captivantă a antreprenoriatului. Pornind de la propria experiență de succes, în "Șlefuitori de visuri", Cristina Chiriac creionează sacrificiile și provocările pe care antreprenorii trebuie să le depășească pentru a reuși în afaceri, dar și în viața de dincolo de cifre. În anul 2025, Cristina Chiriac a lansat podcastul Șlefuitori de visuri, conceput ca o extensie a volumului publicat anterior. Podcastul este moderat de autoare și include interviuri cu persoane care activează în diverse domenii și care dețin roluri de conducere sau au înregistrat rezultate notabile în activitatea lor. Episoadele abordează subiecte precum parcursul profesional, alegerile individuale, educația, eșecul, reconversia profesională și contribuția socială. Podcastul este difuzat săptămânal pe platformele Spotify, Apple Podcasts și YouTube.

## Antreprenoriat[27][28]
Fiind unul dintre deschizătorii de drumuri în antreprenoriat și un susținător permanent al cauzei ca urmare a voluntariatului în domeniu, în anul 2010 a primit titlul onorific de Ambasador al Antreprenoriatului Feminin, făcând parte din "Rețeaua Europeană a Femeilor Ambasadoare a Antreprenoriatului"  și "Rețeaua Europeană de Mentori pentru Femeile Antreprenor".
În anul 2013, a luat ființă Asociația Națională a Antreprenorilor, proiect inițiat și susținut de Cristina Chiriac, asociație a cărei funcție de președinte o deține.
În activitatea de antreprenoriat se implică cu dăruire, fiind promotor al numeroase proiecte, dintre care nominalizăm: "Antreprenoriat - o soluție actuală",  conferințe precum ANTREPRENORIATUL FEMININ "Femeia la putere - o lume mai bună"  și “Privatizarea în România”, dar și inițiatoare a unor proiecte de caritate, cum ar fi "Ajută-i să respire!" - campanie de ajutorare a copiilor bolnavi de tuberculoză.
Pentru activitatea din antreprenoriat la sfârșitul anului 2015 Cristina Chiriac a primit premiul de Femeia Anului la categoria Antreprenoriat la feminin.
În anul 2016, pe 9 noiembrie Asociația Națională a Antreprenorilor din România, a cărui președinte este, a organizat Beauty of Entrepreneurship cel mai mare eveniment internațional cu și despre antreprenoriat, o conferința internațională  dedicată antreprenorilor și tuturor celor ambițioși, curajoși și cu abilități de leadership. Conferința s-a încheiat cu o Gală de premiere în cadrul căreia au fost premiate zece doamne de succes în antreprenoriat și afaceri din România.
În 2018 la inițiativa Cristinei Chiriac s-a pus bazele Confederației Naționale pentru Antreprenoriat Feminin – CONAF care s-a realizat prin uniunea Federației Femeilor de Afaceri din Regiunea Nord-Est cu Federația Patronatelor Femeilor Antreprenor.  Confederația Națională pentru Antreprenoriat Feminin – CONAF este singura confederație patronală care are ca misiune reprezentarea unitară a intereselor comune ale federațiilor patronale care promovează și sprijină afirmarea femeilor în mediul de afaceri și în domeniul patronal. În septembrie 2019 cea mai importantă acțiune CONAF care împreună cu Federația Natională de Petrol și Gaze au lansat Pactul pentru Muncă o serie de conferințe prin care se încearcă găsirea de soluții și strategii viabile, care pe termen lung să contribuie la diminuarea deficitului forței de muncă. Conferințele Pactul pentru Muncă organizate de  Confederația Natională pentru Antreprenoriat Feminin (CONAF) și Federația Patronală Petrol și Gaze (FPPG) au avut loc în marile orașe ale României: Cluj, Iași și București. Temă principală a dezbaterilor din cadrul conferințelor a constituit-o identificarea celor mai bune soluții privind rezolvarea uneia dintre  problemele grave ale economiei României, criza de forță de muncă.
Ca președinte al Confederației Naționale pentru Antreprenoriat Feminin – CONAF a contribuit la organizarea unor evenimente importante pentru societatea românească, centrate pe educație continuă, conștientizare și găsire de soluții pentru probleme și domenii de larg interes public. CONAF dezvoltă și a finalizat proiecte naționale cu un impact puternic, atât pentru societate, cât și pentru strategiile de dezvoltare ale autorităților centrale și locale. Printre proiectele CONAF cele mai importante se regăsesc "Pactul pentru Muncă", în parteneriat cu FPPG, "Pactul pentru Educație Antreprenorială", seria de dialoguri deschise, "Turismul Românesc: Între impas și oportunitate", proiectul național și seria de dezbateri "Pactul pentru Tineri", ce au generat pe lângă ecourile în spațiul public, decizii legislative și schimbări pozitive de mentalități. Sute de speakeri și mii de antreprenori au dezbătut în cele mai importante orașe românești, cele mai stringente probleme, au încercat să găsească soluțiile optime și cele mai bune strategii de viitor.